# Agylla plateada
Agylla plateada är en fjärilsart som beskrevs av Paul Dognin 1894. Agylla plateada ingår i släktet Agylla och familjen björnspinnare. Inga underarter finns listade i Catalogue of Life.